# キッザニア
キッザニア（英称：KidZania）は、メキシコで1999年に創設された、子供向けの職業体験型テーマパークである。Kid＋z＋aniaで“こどもの国”の意。現在は日本、インドネシア、韓国、アラブ首長国連邦など世界中に展開されている。

## 概要
就学前 - 小学生程度（キッザニア東京、キッザニア甲子園、キッザニア福岡は3歳 - 15歳）の児童を対象としており、主要な80職種について職業を模擬体験することができる。
入場料は、子供の方が大人より高く設定されている。基本的に各パビリオン内には大人は入れず、外から見学、または別室の保護者ラウンジで待機する。場所により子供に同伴できる。
施設内でしか使えない独自通貨「キッゾ」を使用する。

## 運営施設
世界19ヶ国に29の施設があり、毎年900万人以上の来訪者を受け入れている。
1. キッザニアサンタフェ
  - 最初のキッザニアとして1999年9月1日オープン。メキシコシティの「サンタ・フェ・ショッピングモール」内にある。当初は「キッザニアメキシコシティ」という名称だった。
2. キッザニアモンテレー
  - 2番目のキッザニアとして2006年5月オープン。モンテレーにある。
3. キッザニア東京 
  - 3番目のキッザニア、日本第1号施設として2006年10月5日オープン。東京都江東区のアーバンドック ららぽーと豊洲内にある。KCJ GROUP株式会社が運営する。
4. キッザニアジャカルタ
  - 4番目のキッザニア、インドネシア第1号施設として2007年11月オープン。ジャカルタの「パシフィック・プレイス・ショッピングモール」内にある。
5. キッザニア甲子園 
  - 5番目のキッザニア、日本第2号施設として2009年3月27日オープン。兵庫県西宮市のららぽーと甲子園内にある。KCJ GROUP株式会社が運営する。
6. キッザニアリスボン
  - 6番目のキッザニア、ポルトガル第1号施設として2009年6月オープン。リスボンにある。計画発表当初は「キッザニアポルトガル」という名称だった。
7. キッザニアドバイ
  - 7番目のキッザニア、アラブ首長国連邦第1号施設として2010年1月オープン。ドバイのドバイ・モール内にある。
8. キッザニアソウル
  - 8番目のキッザニア、韓国第1号施設として2010年2月オープン。ソウルの「ロッテワールド」内にある。計画発表当初は「キッズシティコリア」「キッザニアコリア」という名称だった。MBC系の株式会社MBC PlayBeが運営する。
9. キッザニアクアラルンプール
  - 9番目のキッザニア、マレーシア第1号施設として2012年2月28日オープン。スランゴール州プタリン・ジャヤにある。
10. キッザニアサンティアゴ
  - 10番目のキッザニア、チリ第1号施設として2012年5月オープン。サンティアゴにある。
11. キッザニアクィクィルコ
  - 11番目のキッザニア、メキシコ第3号施設として2012年6月オープン。メキシコシティ南部クィクィルコにある。
12. キッザニアバンコク
  - 12番目のキッザニア、タイ第1号施設として2013年3月オープン。
13. キッザニアムンバイ
  - 13番目のキッザニア、インド第1号施設として2013年4月オープン。当初は「キッザニアインディア」という名称だった。
14. キッザニアクウェート
  - 14番目のキッザニア、クウェート第1号施設として2013年6月オープン。
15. キッザニアカイロ
  - 15番目のキッザニア、エジプト第1号施設として2013年9月オープン。
16. キッザニアイスタンブール
  - 16番目のキッザニア、トルコ第1号施設として2014年2月オープン。
17. キッザニアジェッダ
  - 17番目のキッザニア、サウジアラビア第1号施設として2015年1月オープン。
18. キッザニアサンパウロ
  - 18番目のキッザニア、ブラジル第1号施設として2015年1月オープン。
19. キッザニアロンドン
  - 19番目のキッザニア、イギリス第1号施設として2015年6月オープン。2024年1月閉鎖。
20. キッザニアマニラ
  - 20番目のキッザニア、フィリピン第1号施設として2015年8月オープン。2020年8月閉館。
21. キッザニアモスクワ
  - 21番目のキッザニア、ロシア第1号施設として2016年1月オープン。モスクワ北西部、ヨーロッパ最大級のショッピングモール「アヴィアパーク」内にある。
22. キッザニア釜山
  - 22番目のキッザニア、韓国第2号施設として2016年4月オープン。海雲台区にある。
23. キッザニアシンガポール
  - 23番目のキッザニア、シンガポール第1号施設として2016年4月オープン。セントーサ島にある。2020年6月に一度閉館したが、2024年5月に再開した。
24. キッザニアデリー
  - 24番目のキッザニア、インド第2号施設として2016年5月オープン。
25. キッザニアグアダラハラ
  - 25番目のキッザニア、メキシコ第4号施設として2018年11月オープン。
26. キッザニアコスタリカ
  - 26番目のキッザニア、コスタリカ第1号施設として2018年12月オープン。2021年7月閉館。
27. キッザニアドーハ
  - 27番目のキッザニア、カタール第1号施設として2019年5月オープン。
28. キッザニアアブダビ
  - 28番目のキッザニア、アラブ首長国連邦第2号施設として2019年6月オープン。
29. キッザニアヨハネスブルク
  - 29番目のキッザニア、南アフリカ第1号施設として2019年オープン。
30. キッザニアダラス
  - 30番目のキッザニア、アメリカ第1号施設として2019年11月オープン。
31. キッザニアスラバヤ
  - 31番目のキッザニア、インドネシア第2号施設として2020年12月オープン。
32. キッザニア福岡 
  - 32番目のキッザニア、日本第3号施設として2022年7月オープン。
33. キッザニアハノイ
  - 2023年10月27日オープン[2]。ハノイのロッテモール・ウエストレイク・ハノイ内にある[2]。韓国の文化放送の子会社であるMBC PlayBeが運営する[2]。

### 開業予定のキッザニア
- キッザニアリヤド 
サウジアラビア第2号施設。
- キッザニアシカゴ 
アメリカ第2号施設。
- キッザニアパリ 
フランス第1号施設。
- キッザニアニューヨーク 
アメリカ第3号施設。
- キッザニアトロント 
カナダ第1号施設。
- キッザニアギーザ 
エジプト第2号施設。
- キッザニアアンマン 
ヨルダン第1号施設。
- キッザニア台北 
台湾第1号施設。
- キッザニア香港 
香港第1号施設。

### 開業が中止されたキッザニア
- キッザニア名古屋 
名古屋市の再開発地区「みなとアクルス」内、ららぽーと名古屋みなとアクルス西側に整備予定だった[3]。2020年度開業予定だったが、その後中止[4]。

## 運営会社

### メキシコ法人
メキシコにおいて、キッザニアの運営・管理を行っているのは、ATM社である。
- 本社所在地：メキシコシティ
- 設立：1996年
- 代表者：ハビエル・ロペス（代表取締役社長兼CEO）

### 日本法人
日本において、キッザニアの運営・管理を行っているのは、KCJ GROUP株式会社（旧社名 株式会社キッズシティージャパン）である。
- 本社所在地：東京都中央区佃1-11-8
- 設立：2004年9月
- 創立者：住谷栄之資（名誉会長）
- 代表者：圓谷道成（代表取締役社長）

2018年10月10日 - KDDI株式会社がKCJグループの発行済み株式の過半を取得し子会社化した。